# Semiotyka (językoznawstwo)
Semiotyka (gr. σημειωτικός sēmeiōtikós „dotyczący znaku”, od σῆμα sēma „znak”) albo semiologia, zwana jest także ogólną teorią znaków. Ogólna, formalna, czyli logiczna teoria języka rozumianego jako system znakowy, zajmująca się językiem w aspekcie jego racjonalności i sprawności w aktach poznania i komunikowania.
Termin „semiotyka” wprowadził w „Rozważaniach dotyczących rozumu ludzkiego” John Locke, semiotyką zajmował się amerykański filozof i logik Charles Sanders Peirce. Termin „semiologia” wprowadził zaś Ferdinand de Saussure, mniej więcej w tym samym czasie, w którym tworzył Peirce. Inni znani lingwiści zajmujący się ogólną teorią znaku to Éric Buyssens, Georges Mounin, Roland Barthes, Umberto Eco, Rudolf Carnap, Jurij Łotman.
Semiotyka opiera się na trzech filarach:
Znakutworzony przez człowieka i odbierany przez jego zmysły np. słowo (napisane, wypowiedziane).
Kodsystem znaków np. taniec.
Kulturastruktura, w której zanurzone są znaki i kody.
Według definicji de Saussure'a znak zbudowany jest z dwóch elementów: znaczącego (signifiant) i znaczonego (signifié). Pierwszy to jego fizyczna reprezentacja np. obraz, słowo, fotografia, znak drogowy, a drugi to pojęcie z nim powiązane. Francuski teoretyk semiologii, Roland Barthes opracował model, który uwidocznił wpływ znaków i kodów na postrzeganie i interpretowanie rzeczywistości przez jednostki. Jego model opisuje dwa porządki funkcjonowania przekazu. W pierwszym (rzeczywistość i znak) znajduje się fizyczna reprezentacja znaku i jego element znaczony, w drugim zaś, osadzonym w kulturze, konotacja i mit. Mit nie oznacza tutaj nieprawdziwej historii, tylko skomplikowane konstrukty tłumaczące i naturalizujące w danych kulturach pewne aspekty rzeczywistości np. mit kobiety – opiekunki ogniska domowego.
Semiotyka dzieli się na trzy dziedziny: semantykę, syntaktykę i pragmatykę. Podział ten został wprowadzony w roku 1938 przez Charlesa W. Morrisa w pracy Podstawy teorii znaków (Foundations of the Theory of Signs). Semiotykę nazywa się też semantyką w szerszym sensie (w sensie węższym semantyka to teoria znaczenia lub teoria oznaczania) lub semiologią, chociaż ten ostatni termin używany jest nieraz w innych znaczeniach, na przykład przez Kristevę.